# Brasileiras e Brasileiros
Brasileiras e Brasileiros é uma telenovela brasileira produzida e exibida pelo SBT entre 5 de novembro de 1990 e 14 de maio de 1991, em 168 capítulos, substituindo a reprise de Meus Filhos, Minha Vida e sendo substituída pela mexicana Carrossel. Escrita por Carlos Alberto Soffredini, com colaboração de Cláudia Dalla Verde, Perito Monteiro e Tacus Azevedo, sob direção de Antonino Seabra, Carlos Nascimbeni e Roberto VVignati e direção geral de Walter Avancini.
Conta com Lucélia Santos, Edson Celulari, Carla Camurati, Ney Latorraca, Fúlvio Stefanini, Rubens de Falco, Irene Ravache e Juca de Oliveira nos papéis principais.

## Produção
Após um intervalo de quatro anos desde o fim de Uma Esperança no Ar (1985), o SBT decidiu voltar a fazer novelas e contratou a Art Vídeo Produções para produzir Cortina de Vidro, primeira obra de Walcyr Carrasco, de forma econômica e sem muitos gastos, a qual terminou como um grande fracasso. Descontente com o resultado, Sílvio Santos concluiu que, para conseguir um bom desempenho de audiência e faturamento, precisava investir: importou equipamentos dos Estados Unidos, ofereceu um salário milionário para tirar atores renomados da TV Globo como Lucélia Santos, Ney Latorraca e Fúlvio Stefanini e contratou o dramaturgo Carlos Alberto Soffredini para escrever a nova novela. Foram gastos 4 milhões de dólares antes mesmo da novela entrar no ar em meio a maior crise economia brasileira durante o Plano Collor.
A proposta de Soffredini era inovadora para a época: centrar a trama na periferia de São Paulo, sem glamourizar ou minimizar a pobreza e a violência urbana. O título foi inspirado no bordão do ex-presidente do Brasil José Sarney, que sempre iniciava seus discursos com "Brasileiras e brasileiros...". A novela, porém, perdeu metade da audiência após duas semanas no ar e uma pesquisa revelou que o público achava a história lenta e cheia de desgraças, fato que levou o SBT a afastar Soffredini de sua própria novela em 29 de novembro de 1990. Walter Avancini assumiu temporariamente, condensado vários capítulos gravados em um para acelerar a história, além de tirar o foco dos dramas da periferias e colocar na diferença de classe do romance entre Paula e Totó.
A audiência continuou sem responder, o que afugentou anunciantes e, unido aos gastos exorbitantes que a novela gerava pelo alto custo de produção e salários milionários do elenco, colocou o SBT inteiro em uma grave crise financeira que quase o levou a falência, uma vez que a emissora fechou o primeiro trimestre de 1991 com 25% a menos de faturamento. Como consequência o núcleo de dramaturgia foi desativado, todo o elenco dispensado, 150 profissionais demitidos e as futuras novelas anunciadas As Mulheres da Minha Vida, João Tenório e Anita Garibaldi foram canceladas. A emissora conseguiu sair da crise após colocar no ar a mexicana Carrossel no lugar de Brasileiras e Brasileiros – que elevou a audiência de 5 para 25 pontos, atraindo anunciantes – e a criação da Tele Sena, que se tornou patrocinadora oficial dos produtos da emissora.

## Exibição
A produção entrou no ar às 18h, mas a baixa audiência fez com que fosse mudada para às 20h a partir de 7 de janeiro de 1991.

## Enredo
Numa periferia de São Paulo, o ex-lutador Ângelo (Fúlvio Stefanini) e o mecânico pobretão Totó (Edson Celulari) decidem fundar uma equipe feminina de luta livre, a Duras na Queda, onde convocam mulheres comuns do bairro como Clarisse (Rosi Campos), Edilaine (Zezeh Barbosa) e Vanusa (Eliana Fonseca) para aprenderem o esporte na esperança de ganharem algum dinheiro em torneios para todos terem uma vida melhor. Quem os ajuda é a jornalista Catarina (Carla Camurati), que passa a viver um romance com Totó, estremecido quando ele conhece Paula (Lucélia Santos), uma arquiteta do Morumbi e dona do prédio onde a equipe treina, se encantando pelo bom coração do mecânico. 
Ela é filha de Ramiro (Rubens de Falco) e Mirone (Irene Ravache), dois bon vivant de família tradicionalista que estão falidos devido a apostas em cavalos, vendo a oportunidade de tirar o pé da lama armando um esquema ilegal de apostas na luta livre. O maior empecilho para Totó e Ângelo é Brás (Ney Latorraca), um malandro que vive de golpes e decide fundar uma equipe de luta feminina rival, formada por Teresa (Isadora Ribeiro), Alma (Alexandra Marzo) e Arlete (Márcia Dornelles). Além disso, há Plínio (Antonio Calloni), líder da associação comercial que quer a academia fora do bairro, e o conservador Coriolano (Laerte Morrone), que considera a luta feminina imprópria.

## Elenco
| Ator/Atriz          | Personagem               |
| ------------------- | ------------------------ |
| Edson Celulari      | Totó Luccino             |
| Carla Camurati      | Catarina                 |
| Lucélia Santos      | Paula Carvalho Leal      |
| Fúlvio Stefanini    | Ângelo                   |
| Ney Latorraca       | Brás Cubas               |
| Rubens de Falco     | Dr. Ramiro Carvalho Leal |
| Irene Ravache       | Mirone Carvalho Leal     |
| Juca de Oliveira    | Alceu Orion              |
| Antonio Calloni     | Plínio Marcondes         |
| Daniel Dantas       | Orlando Costa            |
| Marcelo Serrado     | Boca                     |
| Walderez de Barros  | Cândida                  |
| Ana Lúcia Torre     | Clara                    |
| Rosi Campos         | Clarisse                 |
| Zezeh Barbosa       | Edilaine Bezerra         |
| Eliana Fonseca      | Vanusa                   |
| Laerte Morrone      | Coriolano                |
| Isadora Ribeiro     | Teresa de Ogum           |
| Alexandra Marzo     | Alma                     |
| Márcia Dornelles    | Arlete                   |
| Jacqueline Laurence | Antoniette               |
| Raymundo de Souza   | Vítor                    |
| Consuelo Leandro    | Jú                       |
| Arlete Montenegro   | Suzana                   |
| Maria Della Costa   | Norma                    |
| Mário Cardoso       | Bruno                    |
| Andréa Avancini     | Delurdes                 |
| Patrícia Lucchesi   | Simone                   |
| Ileana Kwasinski    | Edna                     |
| Ênio Gonçalves      | Júlio                    |
| Maurice Vaneau      | Richilieu                |
| Kléber Macedo       | Esther                   |
| Aretha Oliveira     | Vanessa Bezerra          |
| Ana Iwanow          | Aninha                   |

### Participações especiais
| Ator/Atriz          | Personagem     |
| ------------------- | -------------- |
| Fábio Júnior        | Zeca Paneleiro |
| Paulo Autran        | Zé Avarento    |
| Márcia Maria        | Leonor         |
| Erivaldo Nery       | Zé Sem-Moradia |
| Cida Costha         | Selma          |
| Osmar Ângelo        | Dr. Leal       |
| Fausto Ferrari      | Agenor         |
| Renata Soffredini   | Isabel         |
| Fábio Gomes         | Nando          |
| Renata Pereira      | Bentinha       |
| Josmar Martins      | Vasco          |
| Alexandre Frederico | Guido          |
| Adelmo Rodrigues    | Argemiro       |
| Angela Maria        | Ela mesma      |
| Adílson Ramos       | Ele mesmo      |
| Germano Mathias     | Ele mesmo      |
| Rogério Raineri     | Alemão         |

## Audiência
O primeiro capítulo de Brasileiras e Brasileiros marcou 14 pontos com picos de 17, o melhor resultado de uma estreia na emissora até então, garantindo a vice-liderança, atrás da TV Globo com 34. No entanto no final do primeiro mês a novela já marcava apenas 6 pontos. A produção chegou a registrar 2 pontos em algumas ocasiões. Teve média geral de 5.11 pontos, menos que a antecessora Cortina de Vidro, que já era considerada um fracasso.